# Islampur
Islampur (en bengali : ইসলামপুর) est une upazila du Bangladesh dans le district de Jamalpur. En 1991, on y dénombrait 268 352 habitants.